# Vogüé
Vogüé is een gemeente in het Franse departement Ardèche (regio Auvergne-Rhône-Alpes). De plaats maakt deel uit van het arrondissement Largentière. Vogüé telde op 1 januari 2022 1.035 inwoners.
Vogüé is erkend als historisch erfgoed en wordt beschouwd als een van de tien charmantste dorpen van Frankrijk. Deze middeleeuwse gemeente, bestempeld in Frankrijk als een "village de caractère", is dan ook een toeristische trekpleister. Vogüé is lid van Les Plus Beaux Villages de France.

## Geografie
De oppervlakte van Vogüé bedroeg op 1 januari 2022 11,72 vierkante kilometer; de bevolkingsdichtheid was toen 88,3 inwoners per km².
De onderstaande kaart toont de ligging van Vogüé met de belangrijkste infrastructuur en aangrenzende gemeenten.

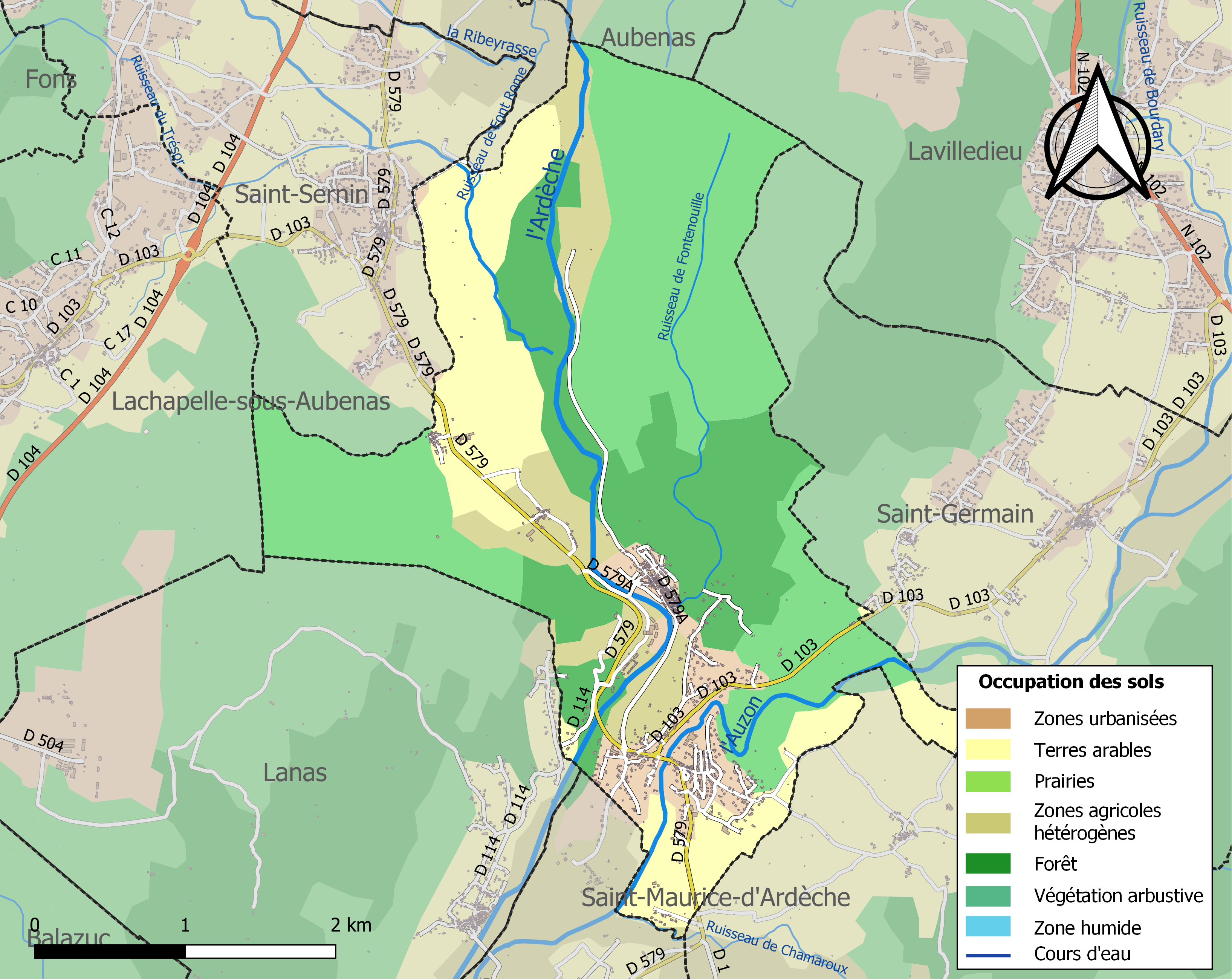

## Demografie
Onderstaande figuur toont het verloop van het inwonertal (bron: INSEE-tellingen).

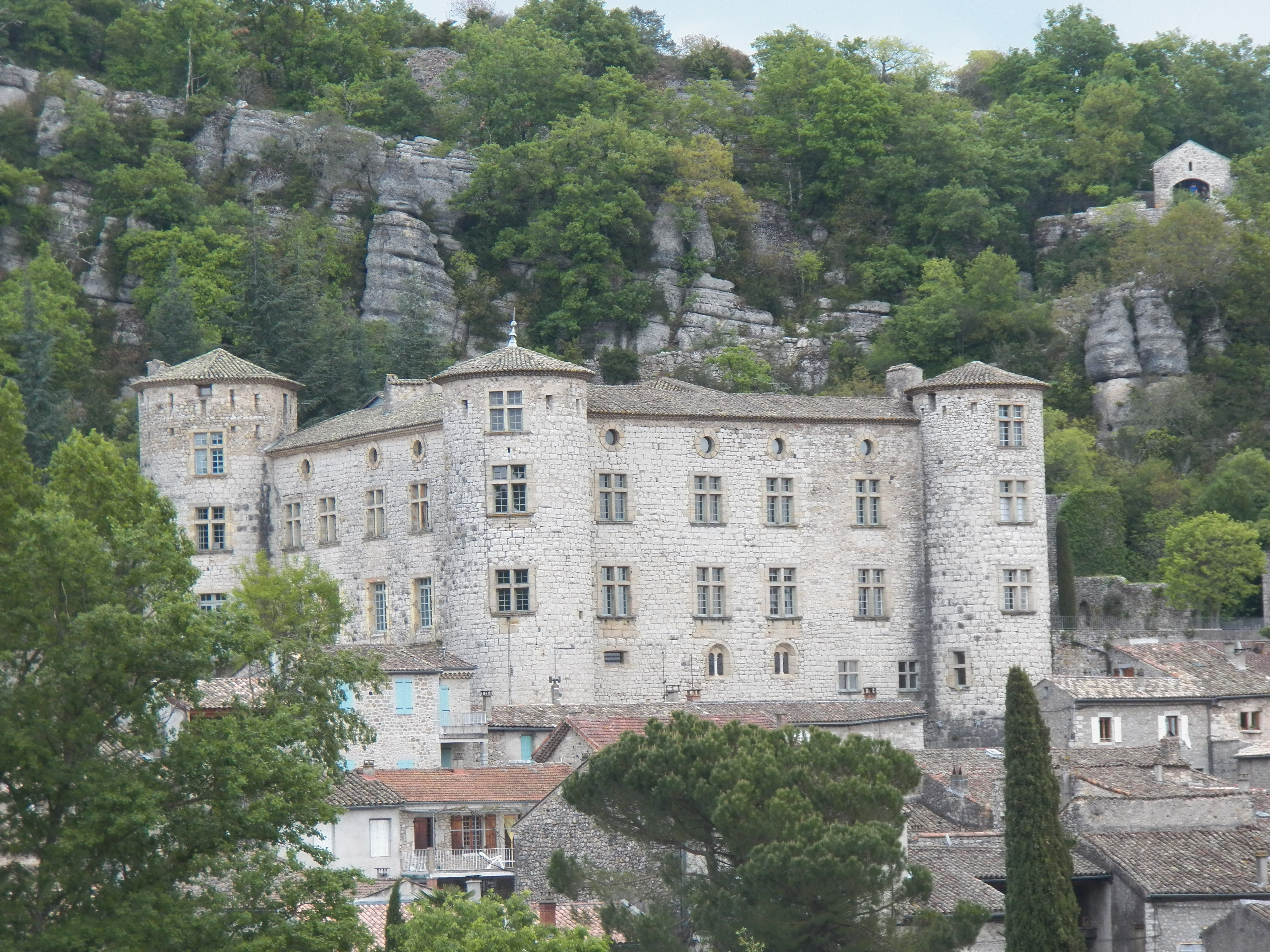
Kasteel van Vogüé

Vanwege een beveiligingsprobleem met de MediaWiki Graph-software is het momenteel niet mogelijk deze grafiek weer te geven. Zodra de software is bijgewerkt zal de grafiek vanzelf weer zichtbaar worden.

## Bezienswaardigheden

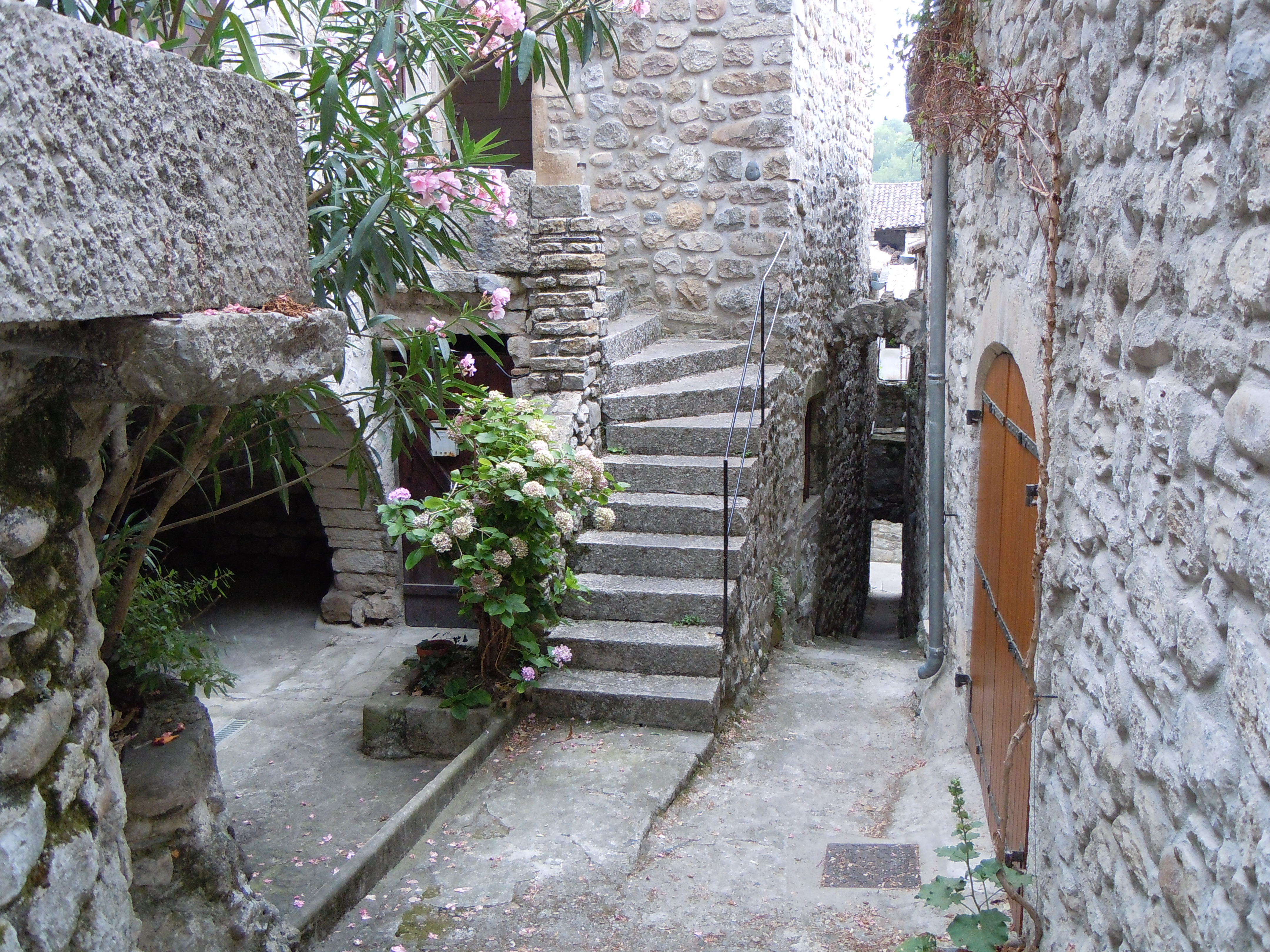
Rue des Puces (Vlooienstraat)

- Het kasteel van Vogüé stamt uit de 11de eeuw en werd herhaaldelijk verbouwd tot in de 17de eeuw. Er zijn vier gigantische torens, waarvan twee in de voorgevel. Vermeldenswaardig is de Salle des États du Vivarias, zaal waar de Staten-Generaal van Languedoc bijeenkwam. Het kasteel bleef meer dan duizend jaar in handen van de familie Vogüé.
- La Tourasse: een van de eerste woningen in Vogüé.
- La rue des Puces: een van de nauwste straten van Frankrijk. Het bevat huizen die teruggaan tot de middeleeuwen, anderen uit de 17de eeuw.
- L'église Sainte-Marie: deze kerk behoorde toe aan een oude benedictijnse priorij uit de 11de eeuw. Verwoest gedurende de godsdienstoorlogen, werd het herbouwd met natuursteen in 1691. De voorgevel bevat een oculus en toegangspoort met een spitsboog. Het schip wordt geflankeerd door twee zijbeuken met elk een kapel toegewijd aan de heilige Jean François Régis. Het koor bevat drie grafkelders van de familie Vogüé.
- La Rue des Balcons: hier ziet men de diversiteit van de gebruikte stenen bij de constructie. De trappen en de balkons werden gebouwd met stenen uit de groeven uit de omgeving, terwijl de huizen gebouwd werden met granietstenen.
- La Place de la Gadabielle: een klein pleintje dat een tussenstop was op een oude weg van de Rhônevallei naar Le Puy-en-Velay. Het werd gebruikt door muilezeldrijvers en veel handelaars. Op dit pleintje staat een toren bewoond door de intendant van het kasteel.

## Externe links

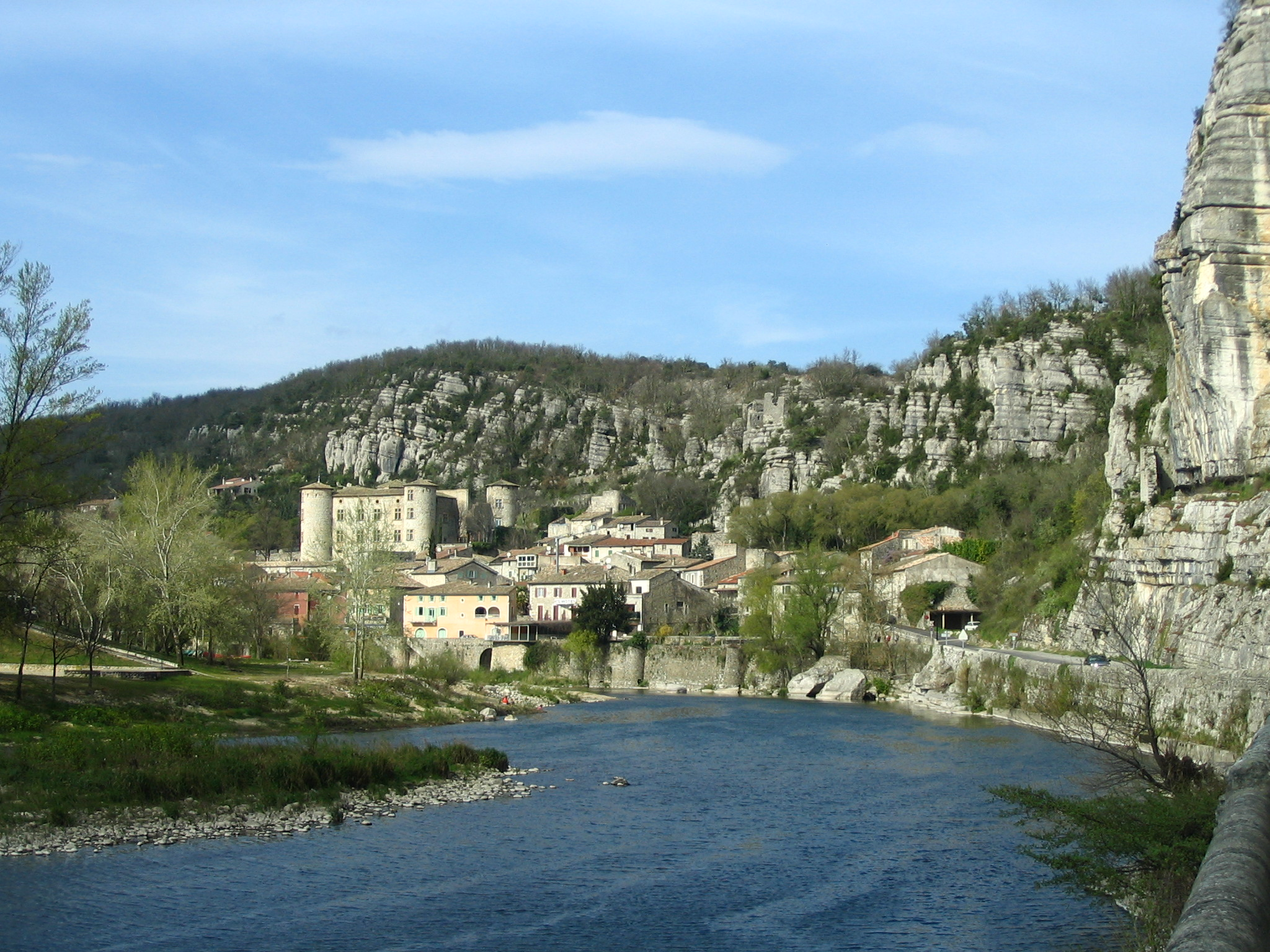
Vogüé aan de rivier Ardèche.